# Distrito Escolar de la Ciudad de Pontiac
El Distrito Escolar de la Ciudad de Pontiac o Distrito Escolar de Pontiac (School District of the City of Pontiac o Pontiac School District, PSD) es un distrito escolar de Míchigan. Tiene su sede en el Odell Nails Administration Building en Pontiac. Tenía más de 5.500 estudiantes. Gestiona una escuela preescolar, seis escuelas primarias, una escuela media, y una escuela preparatoria.
El distrito sirve partes de las ciudades de Pontiac, Auburn Hills, Lake Angelus, y Sylvan Lake. También sirve partes de los municipios de Bloomfield, Orion, Waterford y West Bloomfield.